# Тихвинская улица (Великий Новгород)
Ти́хвинская — одна из улиц Великого Новгорода. Находится на Софийской стороне, на территории исторического Неревского конца.
Начинается т-образным перекрёстком с Розважей, проходит в северном направлении до улицы Черняховского, до вала Окольного города. Имеет перекрёстки с Козьмодемьянской, Яковлевой улицей и Добрыней. Протяжённость — 600 м.
Образовалась в конце XVIII века в результате реализации плана 1778 года по генеральной перепланировке Новгорода. Названа по церкви Иконы Божьей матери Тихвинской. В 1967 году переименована в улицу Комарова в честь дважды Героя Советского Союза космонавта Владимира Комарова. 12 сентября 1991 года историческое название было возвращено.
Улица частично сохранила историческую застройку XIX—начала XX вв. На Тихвинской расположены Церковь Николая Кочанова, здание бывшей аптеки земской больницы (ныне — физиотерапевтическая поликлиника), здание бывшей земской больницы (ныне — Роддом № 1), здание офицерского собрания 22-й артиллерийской бригады (ныне отдел ЗАГС В. Новгорода). На перекрёстке с Козьмодемьянской находится здание бывшей церкви Тихвинской иконы Божией Матери.
От Розважи до Козьмодемьянской движение транспорта одностороннее (в сторону последней).

## Археология
В 1960 году Новгородская археологическая экспедиция под руководством А. В. Арциховского и М. Д. Полубояриновой исследовала 3 участка общей площадью около 232 м².
Был обнаружен юго-западный угол и апсида церкви Саввы Освящённого (1418), найден участок кирпичной кладки церкви Козьмы и Демьяна (1345). Открыто 9 настилов мостовой Козмодемьянской улицы.
В 1969 году Новгородская археологическая экспедиция провела археологические изыскания на участке под строительство жилого дома. Площадь раскопа составила 364 м². Руководители работ — В. Л. Янин, Г. А. Авдусина, А. С. Хорошев.
Среди множества находок было обнаружено также 15 берестяных грамот.